# Ланселот і Гвіневра
Ланселот і Гвіневра (англ. Lancelot and Guinevere) — англійська пригодницька мелодрама режисера Корнела Вайлда 1963 року.

## Сюжет
Британія, початок VI століття. Старіючий Артур загорівся пристрастю до Гвіневри, дочки Лодегранса, короля Камеліарда, який відправляє пропозицію взяти її в дружини. Він сподівається знайти надійного союзника, але Лодегранс відхиляє його пропозицію, зважаючи на незаконне походження Артура. Він пропонує вирішити спір поєдинком лицарів двох королівств. Лицар Круглого Столу, француз за походженням, виходець з провінції Бретань, Ланселот, власник замку «Весела варта», який врятував незліченну кількість дівчат, здобуває перемогу в поєдинку, але супроводжуючи принцесу, закохується в неї, і та відповідає взаємністю. Поява в Камелоті юної принцеси, яка може подарувати Артуру спадкоємця, не входить в плани позашлюбного сина короля — Мордреда, тому останній вирішив будь-яким способом знищити Гвіневру. А королівство тим часом піддається нападу саксів, варварів спраглих чужих земель, які вбивають чоловіків і забирають в полон молодих жінок.

## У ролях
- Корнел Вайлд — сер Ланселот
- Джин Воллес — Гвіневра
- Браян Агерн — король Артур
- Джордж Бейкер — сер Гавейн
- Арчі Дункан — сер Леморак
- Едріенн Коррі — леді Вівіен
- Майкл Мічам — сер Модред
- Ієн Грегорі — сер Торс
- Марк Дігнам — Мерлін
- Реджинальд Беквів — сер Дагонет
- Джон Баррі — сер Бевідер
- Річард Торп — сер Гарет
- Джозеф Томелті — сер Кає